# Вельке-Мезиржичи
Велке-Мезиржичи (чеш. Velké Meziříčí) — город в Чехии, в крае Высочина, район Ждяр-над-Сазавоу. Находится на слиянии рек Ославы и Балинки, в 31 км восточнее Йиглавы. Город расположен близко к автомагистрали D1, мост которой проходит через город.
На начало 2015 года население города составляло 11 641 жителей. Герб города состоит из красного щита с семью серебряными перьями на золотом поясе.
Первое письменное упоминание о городе относятся к 1236 году.

## История
Информация о заселении этого места в доисторические времена отсутствует, так как в этом районе не проводились археологические исследования. Район верхнего бассейна реки Ославы был колонизирован Пршибиславом из Кржижанова в 12 столетии, это время начала заселения Велкомезерской котловины.
Первое письменное упоминание о городе относится к XII столетию. Во время Тридцатилетней войны город был восемь раз разгромлен. В 1723 году был большой пожар, захвативший город и замок. В 1886 году был соединён железной дорогой со Студеницем.
6 мая 1945 в городе вспыхнуло восстание, возглавляемое Йиндрой Новачкем. Вечером того же дня немецкие войска захватили участников восстания и других жителей города. 7 мая захваченные были допрошены, один человек был убит. 55 человек было расстреляно на берегу рек Ославы и Былинки. Йиндра Новачек был повешен на площади на фонарном столбе. 8 мая немецкими военными были застрелены ещё три человека. 9 мая в город вошли советские войска. Город подвергался бомбардировкам, погибло множество мирных жителей. Все жертвы были похоронены в общей могиле на местном кладбище 13 мая.

## Население
| Год  | Численность | Численность |
| ---- | ----------- | ----------- |
| 1869 | 6792        | [ 9 ]       |
| 1880 | 7221        | [ 9 ]       |
| 1890 | 7021        | [ 9 ]       |
| 1900 | 6877        | [ 9 ]       |
| 1910 | 6959        | [ 9 ]       |
| 1921 | 7335        | [ 9 ]       |
| 1930 | 7170        | [ 9 ]       |
| 1950 | 7676        | [ 9 ]       |
| 1961 | 8424        | [ 9 ]       |
| 1970 | 9091        | [ 9 ]       |
| 1980 | 10 505      | [ 9 ]       |
| 1991 | 11 518      | [ 9 ]       |
| 2001 | 11 811      | [ 9 ]       |
| 2012 | 11 750      |             |
| 2014 | 11 662      | [ 10 ]      |
| 2015 | 11 641      | [ 11 ]      |
| 2016 | 11 645      | [ 12 ]      |
| 2017 | 11 593      | [ 13 ]      |
| 2018 | 11 536      | [ 14 ]      |
| 2019 | 11 484      | [ 15 ]      |
| 2020 | 11 498      | [ 16 ]      |
| 2021 | 11 452      | [ 17 ]      |
| 2022 | 11 325      | [ 18 ]      |
| 2023 | 11 517      | [ 19 ]      |
| 2024 | 11 627      | [ 20 ]      |
| 2025 | 11 608      | [ 4 ]       |

## Достопримечательности
- Замок Вельке-Мезиржичи
- Костёл Святого Николая
- Еврейское кладбище
- Еврейский квартал
- Малая синагога
- Старая синагога
- Новая синагога
- Музей Вельке-Мезиржичи

## Города-побратимы
- Вансбро[вд], Швеция[21]

## Галерея
- Новая синагога в Велке-Мезиржичи
- Еврейский квартал
- Вид на город
- Еврейское кладбище
- Вход в замок
- Старая синагога
- Памятник жертвам событий 6-7 мая 1945